# Wymysłowice
Wymysłowice (deutsch Möllendorf) ist ein Dorf in der Gmina Strzelno, Powiat Mogileński, Woiwodschaft Kujawien-Pommern, in Nordzentralpolen. Von 1975 bis 1998 gehörte es zur Woiwodschaft Bydgoszcz.
Wymysłowice war im 19. Jahrhundert der Stammsitz der Freiherren von Wilamowitz-Möllendorff. Ihr Familiengrab befindet sich noch heute dort.